# إجراءات السلامة داخل المعمل الكميائي

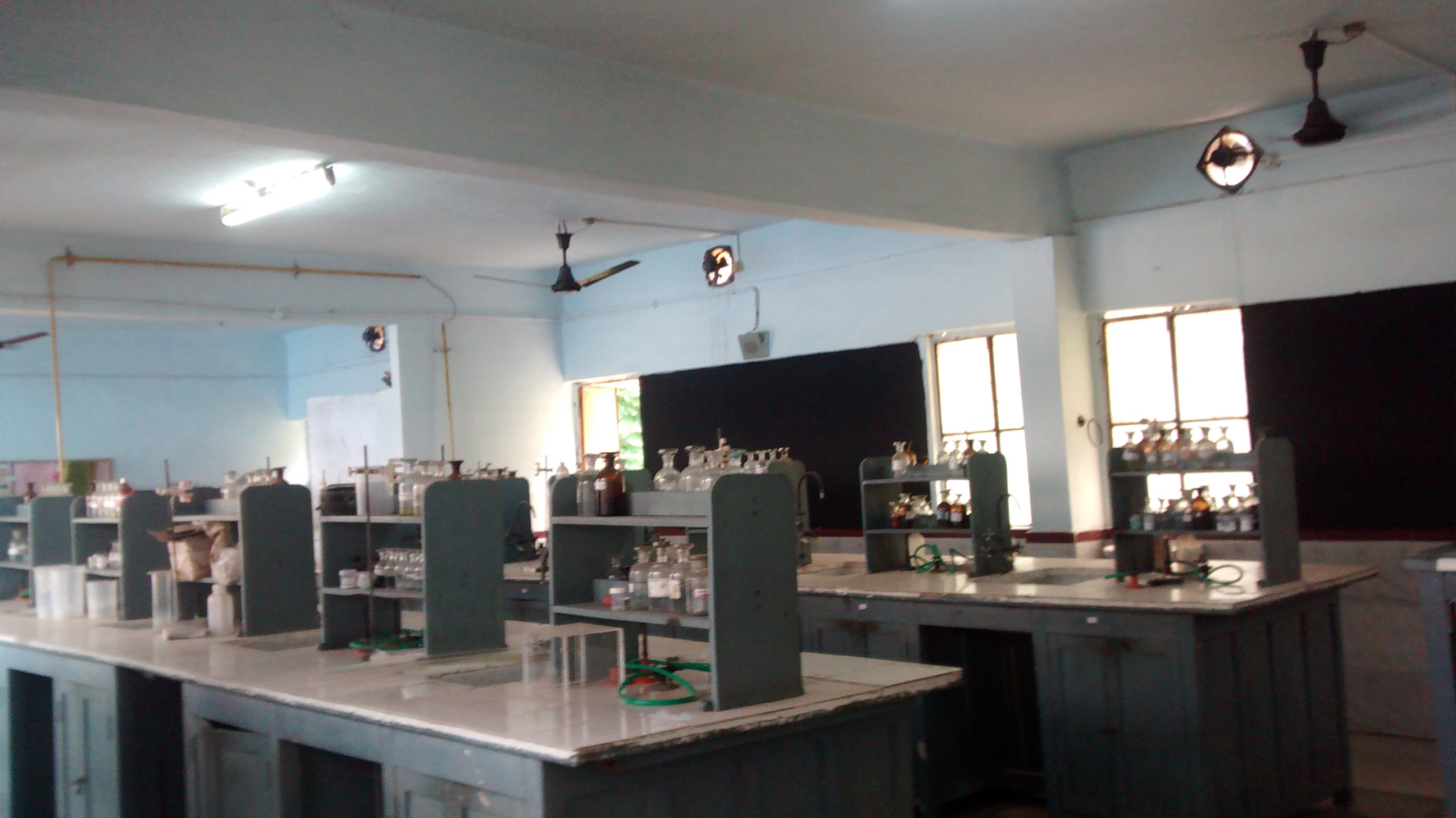
معمل كيمياء

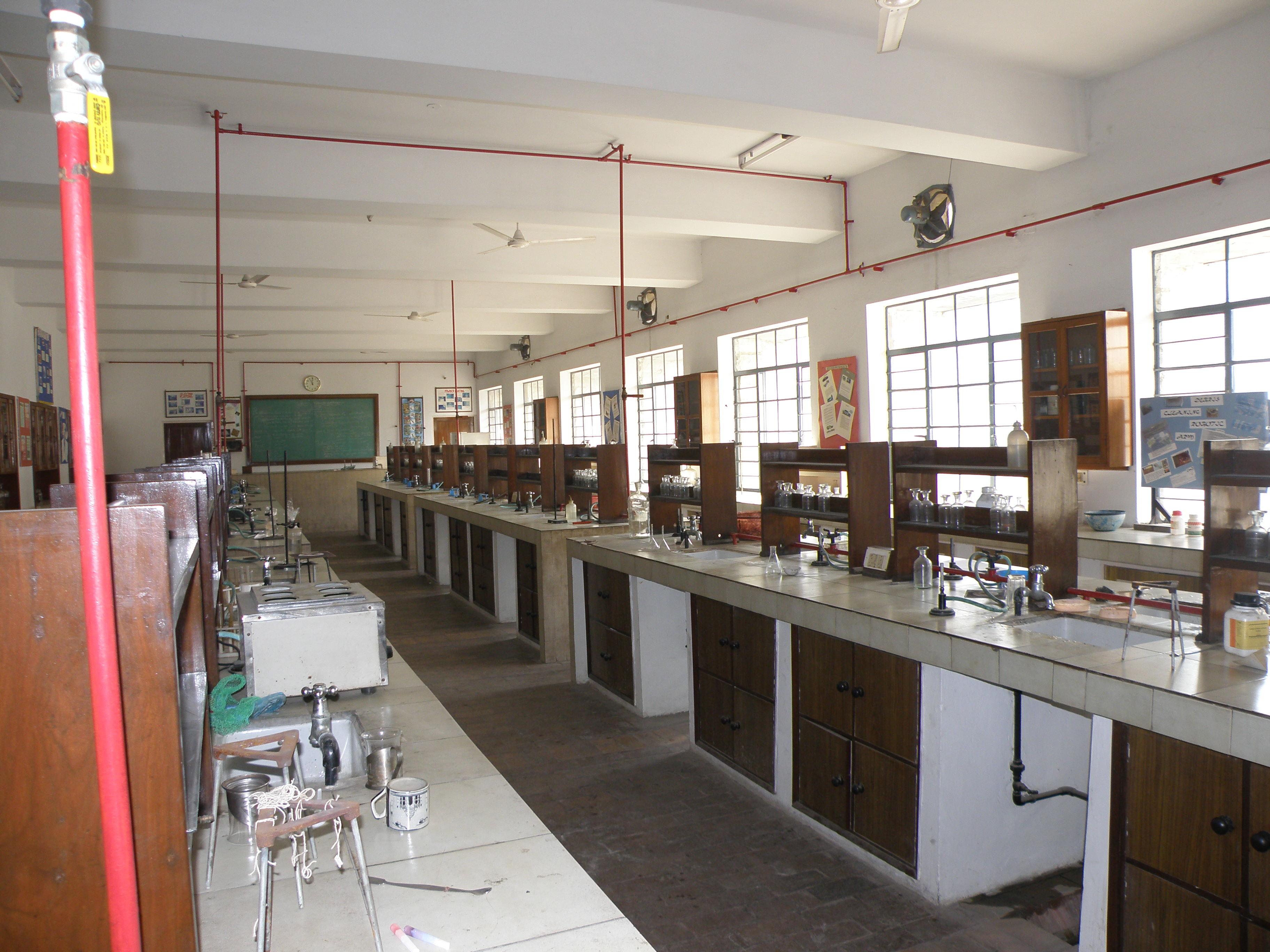
مختبر الكيمياء للطلبة المتقدمين في مدرسة الأم الدولية، دلهي

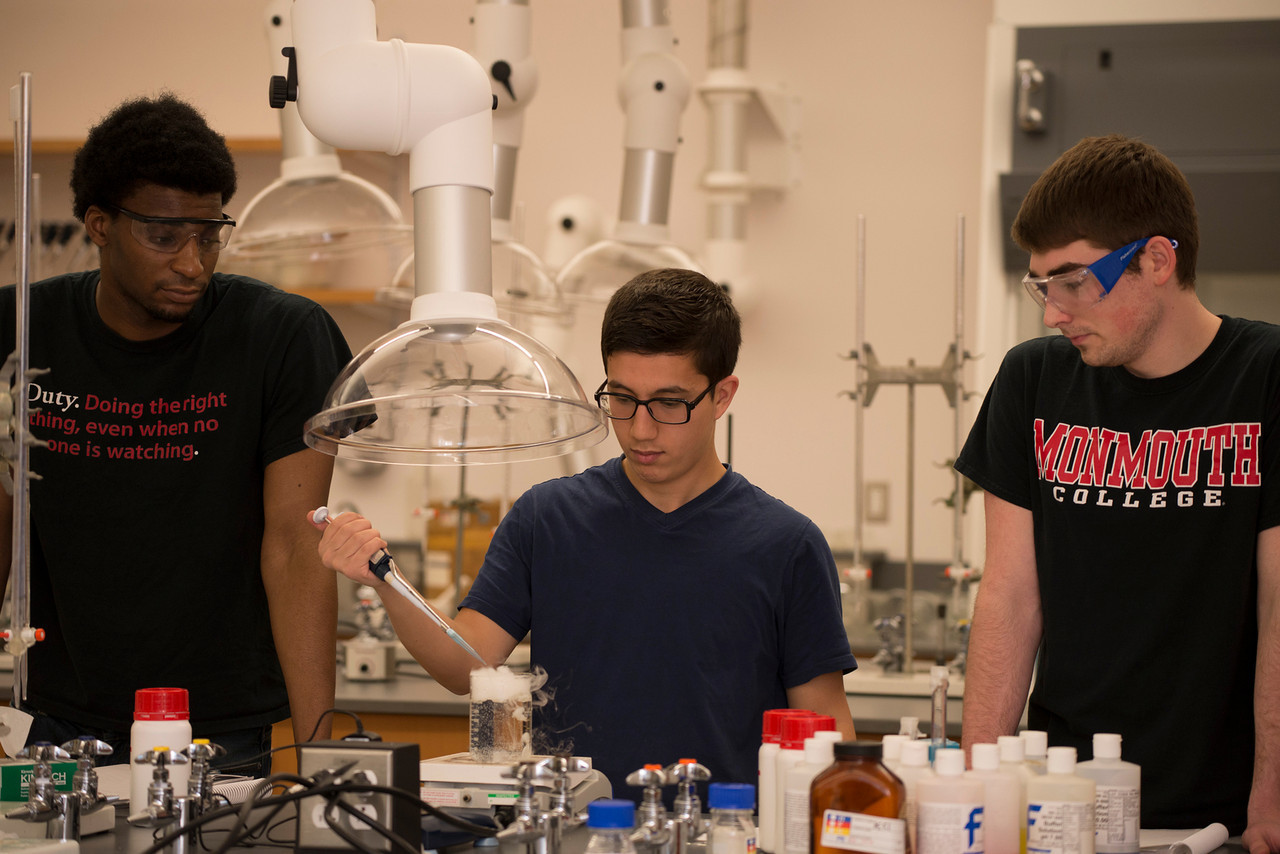
3 رجال في مختبر مونموث كلية الكيمياء

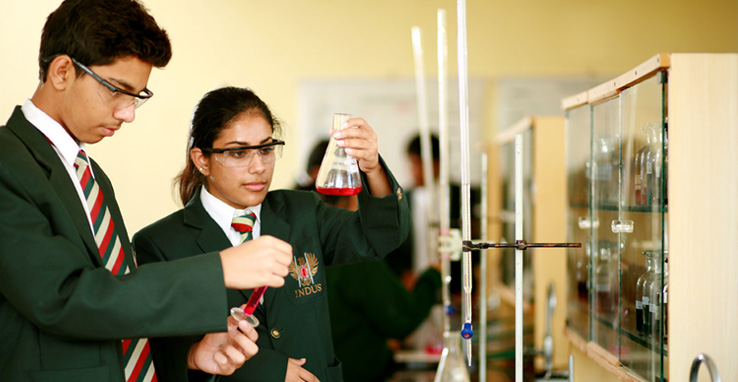
معمل كيمياء في مدرسة

إجراءات السلامة مصطلح لغوي أصبح متدوال كثيراً اليوم وذلك لاهميته وهو يدل على الصون والحفظ: إجراء لغةً من إجراء - إِجْرَاءٌ: جمع: ـات. [ ج ر ي ]. (مصدر أَجْرَى). 
هو وثيقة تحتوي على الخطوات التي تبين كيفية تنفيذ نشاط ما. ويتم تعريف الإجراءات كجزء من العمليات. 

سلامة لغةً: سلامة: مصدر سلم.سلامة - سَلاَمَةٌ: عَدَمُ التَّعَرُّضِ لِلأذَى وَالآفَاتِ.

مختبر الكيمياء مكان للتجارب، الأبحاث والتعليم. لذا على الشخص أن يتحمل مسؤولية سلامته الشخصية وسلامة من يعملون بالقرب منه. الحوادث عادةً يسببها الإهمال، إلا أنه يمكن المساعدة على منعها بالاتباع الدقيق للتعليمات المتعلقة بالسلامة.

## مقدمة
إجراءات السلامة داخل المعمل الكميائي هي قواعد واسس عالمية يجب أن يعمل بها كل من يعمل في هذا المضمار حمايةً لنفسه والعامين معه والبيئة الخارجية.
لقد صار المعمل الكيميائى هو مركز الحصول على المعرفة وتطوير مواد جديدة تستخدم في المستقبل وكذلك الملاحظة والتحكم في هذه المواد والتي تستخدم في آلاف من العمليات التجارية.
إن كثيراً من هذه المركبات مفيدة ولكن كثيراً منها أيضاً قد يسبب ضرراً لصحة الإنسان وكذلك للبيئة ومن هنا ظهرت الحاجة إلى كيفية التعامل الآمن معها. وحتى وقت قريب لم يؤخذ في الاعتبار المخاطر التي يتعرض لها العاملون في هذه المعامل ولم توضع معايير للأمان للعمل بها (Safety first).
ومن الطريف أن نذكر أن العالم العظيم أوجست كيكولى «August Kekule» ذكر في عام 1890 أن أستاذه ليبج «Liebeg» قال له «لو أردت أن تكون كيميائياً فيجب أن تخرب صحتك وأن الذي لا يضحى بصحته لن يذهب بعيداً في الكيمياء». ولكن الآن فإن الضغط المجتمعى أرغم المؤسسات التي بها معامل أن تكون مسئولة عن توفير الأمان والبيئة الآمنة للذين يعملون بها وأن تؤخذ الحيطة عند نقل المواد الكيميائية وكذلك التخلص من النفايات الكيميائية.
لقد انتهى زمن التعامل بإهمال تجاه أمن المعامل ولقد أصبحت المعامل الآن أماكن آمنة تماماً للعمل بها.

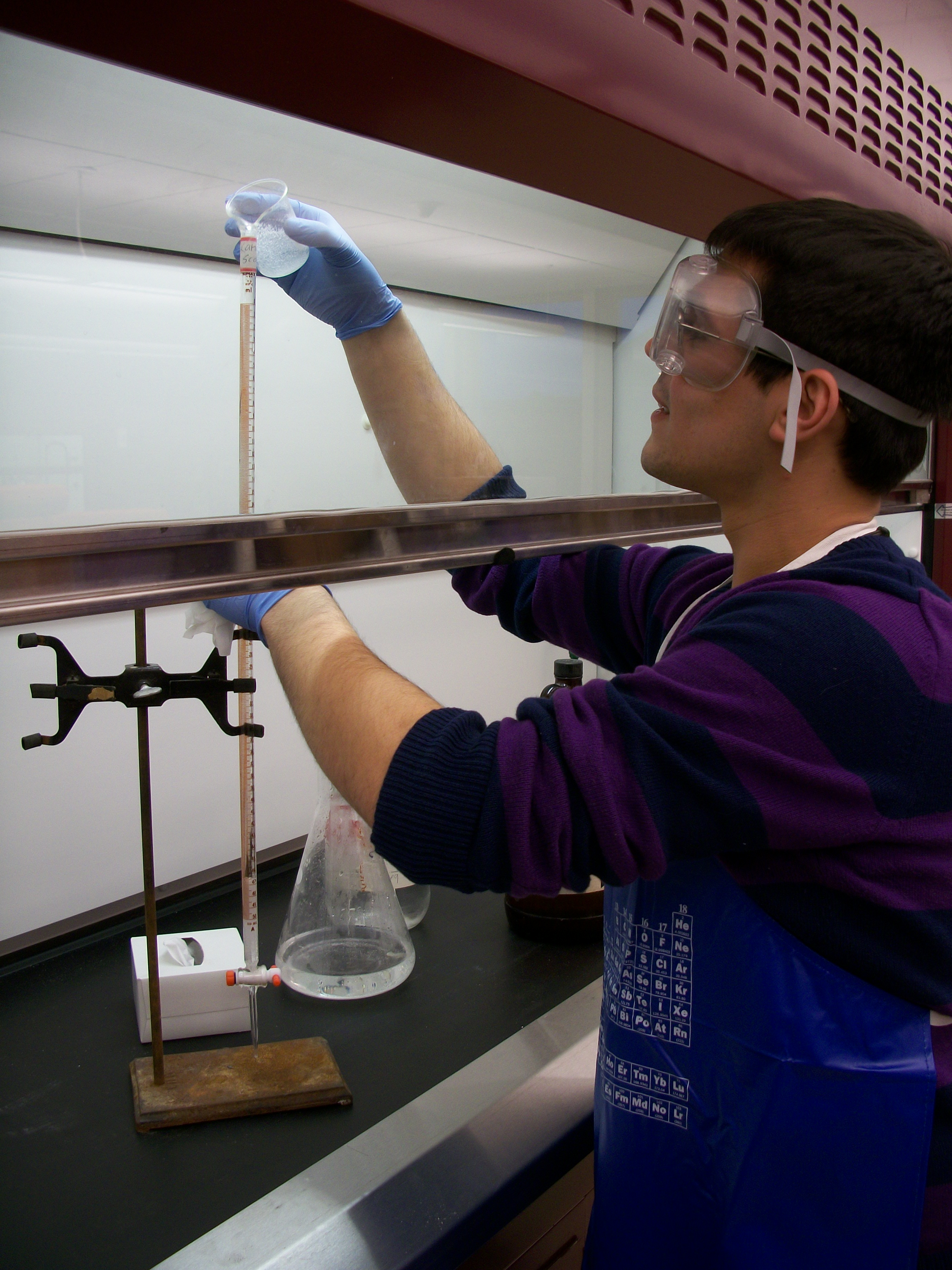
سحاحة داخل شفاط الأبخرة

## الثقافة الجديدة لأمن المعامل
لقد ظهرت وتطورت الآن ثقافة جديدة للأمن والمسؤولية والتعليم في المعامل في الصناعات الكيميائية وكذلك في المؤسسات الأكاديمية. وتم تدريب كثير من الأفراد المتعاملين مع المعامل على مراقبة وتداول المواد الكيميائية من لحظة استلامها وحتى التخلص من نفاياتها أو معالجتها.
ولقد طور العاملون في الميادين الخطرة (مثل البحارة وعمال البناء) تقاليد لحماية بعضهم البعض وصيانة المعايير المهنية الصحيحة. ولذلك تيقن كثير من العاملين بالمعامل أن الأمن والسلامة لكل فرد من العاملين بها لن يتحقق إلا إذا ارتقى لديهم القناعة بالعمل الجماعى (بالإنجليزية: Team work)‏ وأن أمنهم وسلامتهم هي مسئولية جماعية.

### درجة الامان
وتعتمد درجة الامان في المعامل على:
1. عادات العمل للكيميائيين وإحساسهم بالعمل الجماعى لحماية أنفسهم.
2. طبيعة الأماكن المجاورة للمعامل والبيئة المحيطة بها.
3. وجود جهاز إداري متطور بالمؤسسة.
4. حماية الصحة العامة والحفاظ على الأمان هي عملية أخلاقية من الدرجة الأولى تتطلب من الدولة أن تسن القوانين المنظمة لوجود الأمان بالمعامل لما لها أيضاً من فائدة اقتصادية.
5. ويجب أن يكون هناك مكاتب للحفاظ على الصحة والأمان بالمعامل تكون وظيفتها إعطاء الاستشارات الفنية، كيفية إدارة المخلفات الخطرة، التحذير من وقوع حوادث وكذلك مراقبة العمل بالمعامل وتنظيم التدريب للعاملين والاستجابة الفورية للحوادث بها.
6. والعنصر الأساسي لوجود آمن بالمعمل هو إدراك المخاطر التي توجد به من خلال التجارب والخبرة. ولذلك يجب أن يمتلك العاملون بالمعامل المهارات اللازمة للتعامل مع هذه المخاطر.[5]
7. فيجب على العاملين أن يكون لديهم القدرة على التعامل مع الخواص الخطرة للمواد الكيميائية مثل قابليتها للاشتعال، قدرتها على التفاعل، خاصة قدرتها على إحداث التآكل وكذلك سميتها.
8. كل هذا يمثل مدخل لأمن المعامل كما يجب الحرص عند التعامل مع معالجة المخلفات الكيميائية والتخلص منها.
9. والتدريب على الحفاظ على أمن المعامل هي عملية مستمرة ويجب أن تكون جزءاً من الأنشطة التي يمارسها العاملون بالمعامل والمسئولون عنها. ويجب أن يتلقى العاملون بالمعامل تدريباً مباشراً على كيفية الحفاظ على أمن المعامل وكذلك تشجيع التعلم الجماعى المتبادل كوسيلة من وسائل معلومات الأمان وكذلك وجود إرشادات ذات مغزى معين وكذلك تشجيع وجود جو عام بين الزملاء لكى يكتسبوا عادات طيبة لسلوكهم في داخل المعامل.

### ثقافة الأمان
ومن العوامل التي ساعدت على تغيير ثقافة الأمان:-
1. التقدم التكنولوجى: إن التقدم في التكنولوجيا قد غير من متطلبات الأمان في المعامل فمثلاً نظراً لغلاء الكثير من المواد الكيميائية سواء للاستخدام في أغراض معينة أو التخلص من نفاياتها ظهرت الحاجة إلى إجراء عمليات كيميائية سواء في التدريس أو في معامل الأبحاث تستخدم كميات صغيرة جداً من المواد الكيميائية. طبعاً هذا يؤثر على تصميم المعامل كما أنها تقلل من تكلفة شراء هذه المواد وكذلك على تداولها والتخلص من نفاياتها. كما أن التقدم التكنولوجى قد أعطى الفرصة لإجراء تجارب باستخدام الحاسوب. وهذه التجارب تمثل إثراء للتدريب المعملى ولكنها لا تكون بديلاً للتجارب المعملية.
2. ثقافة منع التلوث Culture of pollution prevention:

وتتلخص هذه الثقافة في أنه في حالة وجود نفايات أقل فإن التخلص منها يكون أسهل وبالتالى يكون هناك تأثير أقل على البيئة.

## تعليمات عامة للتعامل مع المواد الكيميائية الخطرة
| - منظمة الصحة العالمية رمز مادة سامة - منظمة الصحة العالمية رمز خطر بايولوجي |

| - نظارة حماية من الليزر - معطف المختبر - قفازات وكابينة الحماية - حذاء واقي |

1- السلوك الشخصى

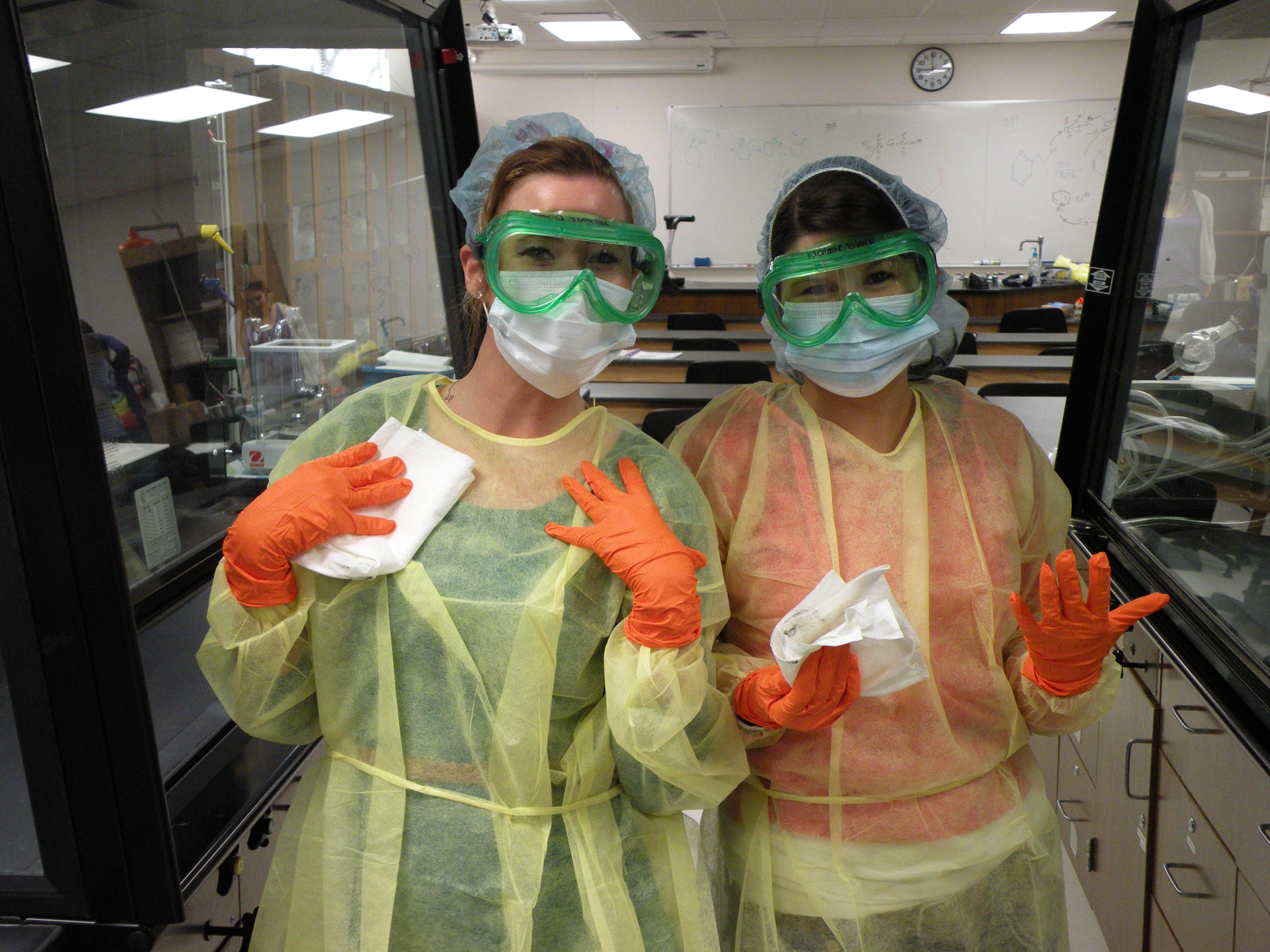
ادوات الحماية داخل المعمل

يجب على العاملين بالمعامل مراعاة المعايير الآتية في سلوكهم:
- تجنب الكلام المضحك أو النكات في المعمل.
- استخدام الأجهزة المعملية في الغرض المخصص لها فقط.
- لا يسمح بدخول الأطفال في المعامل حيث تحفظ مواد خطرة أو يجرى بها أنشطة خطرة.
- في حالة السماح للأطفال بدخول المعامل بغرض التعلم فيجب أن يكونوا تحت رقابة مباشرة من الكبار المدربين.[6]
- يجب أن يكون هناك إعلانات «لوحة» في المعامل توضح وسائل الأمان اللازمة للعمل بالمعمل وخصوصاً نظارات الوقاية للعيون.

2- تقليل التعرض للمواد الكيميائية
أي أخذ الاحتياطات اللازمة لتقليل تعرض الجلد والعيون للمواد الكيميائية وكذلك استنشاقها أو دخولها إلى الدم عن طريق الجروح أو دخولها الجهاز الهضمى.
3- تجنب إصابة العين
1. يجب ارتداء نظارات الوقاية للعين والتي بها حواجز لمنع تعرض العين للمواد الكيميائية أو التعرض للزجاج المتناثر في حالة كسر أي أدوات زجاجية.
2. أما في حالة إجراء عمليات كيميائية خطرة فيجب لبس واقى للرأس والرقبة (قناع مصنوع من البلاستيك)
3. وبالنسبة للأشخاص الذين يستعملون عدسات لاصقة فيجب عدم استعمالها في المعامل وخصوصاً عند التعامل مع الأبخرة والغازات لأن هذه العدسات قد تزيد من الضرر وتمنع من المعالجة بواسطة الإسعافات الأولية.
4. في حالة العمل مع الليزر والأشعة فوق البنفسجية وكذلك مع اللهب لتشكيل الزجاج فيجب استعمال نظارات من مادة خاصة.
5. تجنب دخول المواد الكيميائية الخطرة إلى الدم أو الجهاز الهضمى.
6. يجب أن يمنع تماماً تناول الطعام، الشرب، التدخين، العلكة، استخدام مستحضرات التجميل وتناول الأدوية في المعامل حيث توجد المواد الكيميائية الخطرة.
7. لا يجب استخدام الزجاجيات المستخدمة في العمليات الكيميائية لتحضير أي نوع من الأطعمة. كما أن الثلاجات ومكعبات الثلج والأفران وغيرها من الأدوات بالمعمل يمنع استخدامها تماما لحفظ الأطعمة والمشروبات ولا يجب استخدام مصادر المياه أو المياه المنقاة من الأيونات لغرض الشرب.
8. لا تتذوق طعم المواد الكيميائية ويجب استخدام الماصة عند تداول المحاليل ولا يجب استخدام الماصة بالفم فهناك المضخات اليدوية التي تستعمل معها.
9. تجنب استنشاق المواد الخطرة.
10. المواد الكيميائية السامة غير المعروف درجة سميتها لا يجب شمها على الإطلاق. والمواد الكيميائية المتطايرة والسامة أو المواد الصلبة والسائلة السامة يجب التعامل معها في خزانة التجارب [Laboratory hood].
11. ولا يجب استخدام خزانة التجارب في التخلص من النفايات السامة المتطايرة وذلك بتبخيرها ولكن يجب التعامل مع هذه المواد كنفايات كيميائية ويتخلص منها في حاويات خاصة وفقاً لتعليمات المؤسسة.

### في حالة استخدام خزانة التجارب يراعى الآتى
- في حالة العمل مع المواد الخطرة استخدم فقط خزانات التجارب المعدة لإجراء تجارب معينة كما يجب التفتيش على صلاحيتها من وقت لآخر.
- ضع المواد المتفاعلة الخطرة على مسافة 15 سم على الأقل من جدار الخزانة الخارجى.
- لا تدخل رأسك أبداً داخل الخزانة أثناء إجراء التجربة.
- بالنسبة للخزانات التي لها باب عمودى يجب استعمال الخزانة بفتح الباب بأقل ارتفاع ممكن.
- حافظ على نظافة الخزانة ونظافة زجاجها ولا تزحمها بالزجاجيات.
- تجنب الحقن بالمواد الكيميائية الخطرة:-

يتم نقل محاليل المواد الكيميائية أحياناً في حقن Syringes والتي تزود للاستخدامات الكثيرة بإبر حادة. وقد يحدث بدون قصد أن يتم الحقن للمستخدم ولذلك يتطلب الأمر حرصاً لتجنب هذا الحادث. فيجب وضع الإبر المستخدمة في وعاء خاص بها بشكل مرتب.
- التقليل إلى الحد الأدنى لملامسة الجلد:- يجب لبس قفازات عند تداول المواد الكيميائية بحيث لا يمر من خلالها المادة المستعملة.

أحياناً يكون استعمال قفازات غير مناسبة أكثر ضرراً من عدم استخدامها لأن هذه القفازات قد تسرب خلالها المواد الكيميائية وبالتالى يكون زمن التلامس بالجلد أطول مسبباً ضرراً أكبر.
- يجب التأكد من عدم وجود قطع أو ثقوب في القفازات المستخدمة.
- يجب غسل القفازات قبل خلعها من اليد.
- ولمنع انتشار المواد الكيميائية الخطرة يجب خلع القفازات قبل ممارسة عمليات مختلفة مثل استعمال الهاتف أو استعمال الأقلام وكذلك مفاتيح الكمبيوتر.
- يجب استعمال القفازات لفترة معينة والحرص على استبدالها.

## المظهر والملابس الواقية
- إن طول شعر العاملين بالمعامل وكذلك ثيابهم الفضفاضة أو استعمالهم للحلى يجب أن يكون محدوداً عند العمل في المعامل.

فإن الشعر الطويل والملابس الفضفاضة أو الملابس الممزقة أو الحلى قد تغمس في محاليل المواد الكيميائية أو قد تعلق بالأجهزة أو الماكينات الدوارة. الشعر والملابس قد تمسك بهم النيران. كذلك لبس الصنادل أو الأحذية المفتوحة لا يجب لبسهم في المعامل التي يستخدم فيها مواد كيميائية خطرة نظراً لاحتمال سقوط هذه المواد على الجلد مباشرة.
- الملابس الواقية في المعمل يجب ألا تسمح باختراقها المواد الكيميائية الخطرة تعطى حماية للعاملين.
- لا يجب استعمال ملابس مصنوعة من ألياف صناعية نظراً لأنها قابلة للاشتعال وتلتصق بالجلد وبذلك تزيد من حدة الإصابة بالحروق. ولذلك فإن الملابس القطنية هي المفضلة عند العمل في المعامل.

## وصلات خارجية
- شبكة معلومات الصحة العمومية at the الولايات المتحدة مراكز ضبط المرض
- وكالة الصحة العمومية في كندا